# Saint-Pantaléon (Vaucluse)

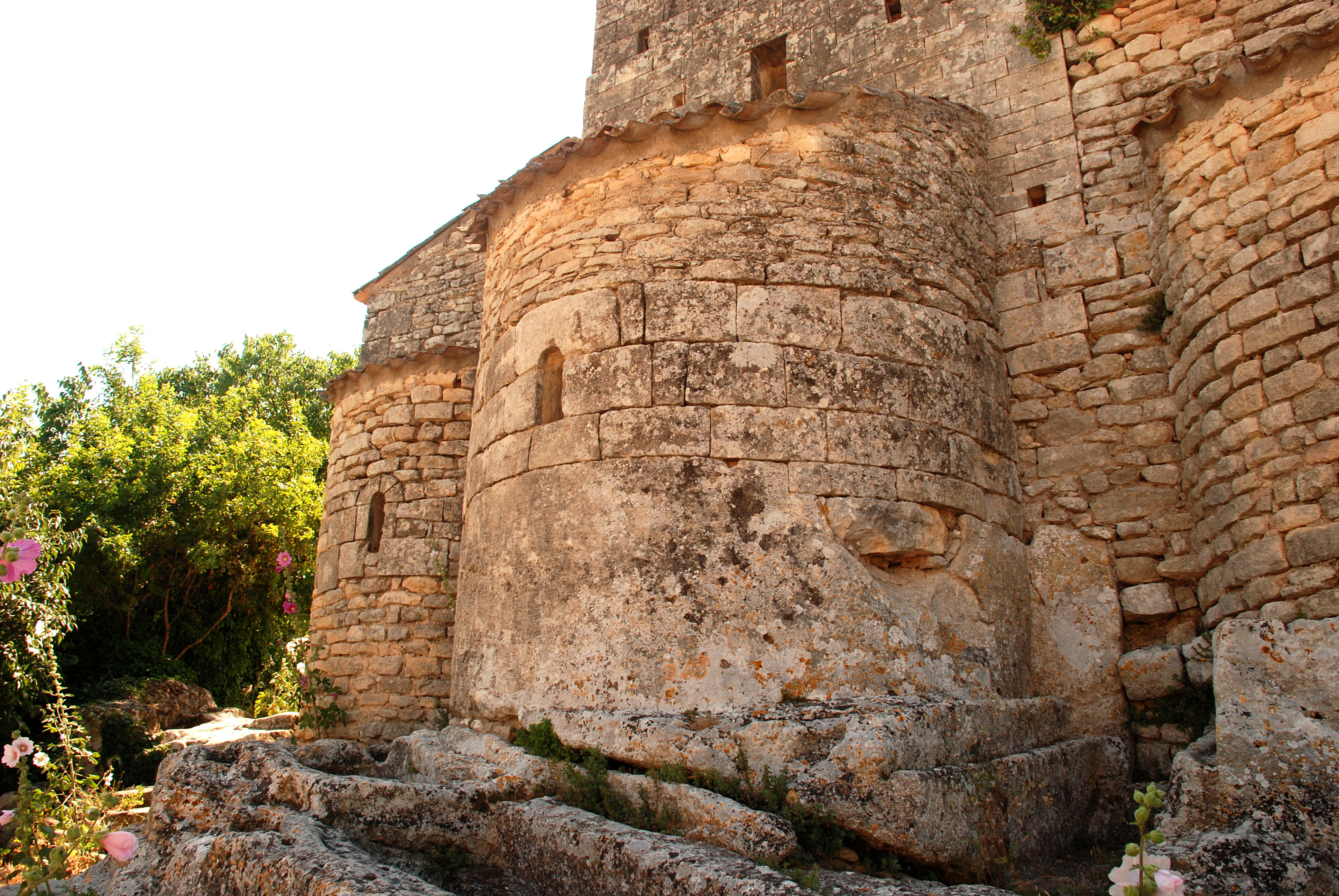
Kirche Saint-Pantaléon und Felsgräber

Saint-Pantaléon ist eine südfranzösische Gemeinde (commune) mit 207 Einwohnern (Stand 1. Januar 2022) im Département Vaucluse in der Region Provence-Alpes-Côte d’Azur.

## Lage und Klima
Saint-Pantaléon liegt im Regionalen Naturpark Luberon knapp 20 km (Fahrtstrecke) westlich der Stadt Apt in einer Höhe von ca. 230 m. Das Klima ist meist trocken und warm; Regen (ca. 915 mm/Jahr) fällt überwiegend im Winterhalbjahr.

## Bevölkerungsentwicklung
| Jahr                       | 1800 | 1851 | 1901 | 1954 | 1999 | 2019 |
| Einwohner                  | 83   | 114  | 85   | 63   | 177  | 189  |
| Quellen: Cassini und INSEE |      |      |      |      |      |      |

Die Reblauskrise und die zunehmende Mechanisierung der Landwirtschaft führten in der ersten Hälfte des 20. Jahrhunderts zu einem Mangel an Arbeitsplätzen und in der Folge zu einem vorübergehenden Rückgang der Bevölkerungszahl.

## Wirtschaft
Der Ort gehört zum Weinbaugebiet Côtes du Ventoux und ist überwiegend landwirtschaftlich orientiert. Seit den letzten Jahrzehnten des 20. Jahrhunderts ist der Tourismus als Einnahmequelle hinzugekommen.

## Sehenswürdigkeiten

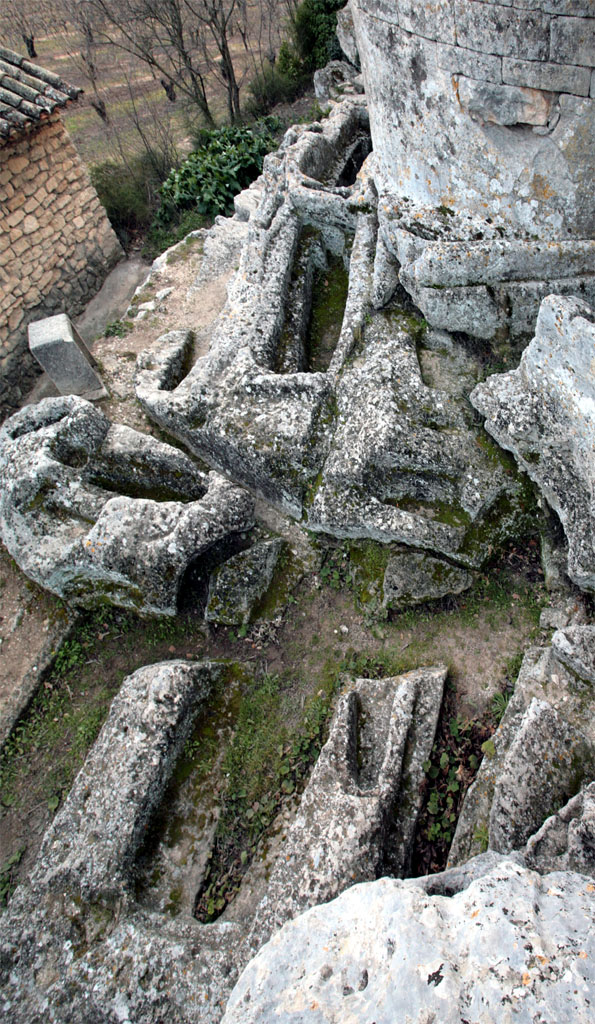
Felsgräber

- Am Ortsrand steht die direkt auf den Fels gebaute und als Monument historique qualifizierte mittelalterliche Kirche Saint-Pantaléon[1]. Die kleinen Fensteröffnungen der drei Apsiden sind mit modernen farbstarken Bleiglasfenstern versehen.
- Hinter dem Chor der Kirche liegt ein kleines Gräberfeld aus dem 11. Jahrhundert mit Felsgräbern.
- Die aus dem 18. oder frühen 19. Jahrhundert stammende Windmühle ist das Wahrzeichen des Ortes.
- Ca. 300 m westlich des Ortszentrums befindet sich das Musée du Verre et du Vitrail, welches sich mit vielen Aspekten der Glasherstellung und der Glaskunst beschäftigt.

Umgebung
- Ca. 2 km westlich des Ortes befindet sich ein kleines Museum zur Geschichte und Herstellung von Olivenöl.